# Rufione
Gaio Giulio Rufione (in latino Gaius Iulius Rufio; fl. I secolo a.C.), conosciuto semplicemente come Rufione, è stato un militare romano del I secolo a.C., ufficiale di Gaio Giulio Cesare.

## Biografia
Rufione era figlio di un liberto del generale romano Gaio Giulio Cesare e probabilmente era al suo servizio durante la guerra civile alessandrina (48-47 a.C.); alla fine dello scontro, Cesare diede a Rufione il comando delle tre legioni che lasciò ad Alessandria come supporto alla regina Cleopatra, sua amante. Successivamente le legioni divennero quattro e nel 43 a.C. venne messo al loro comando Aulo Allieno.
Durante degli scavi archeologici condotti negli anni 2000 presso Giano dell'Umbria è stata rinvenuta una villa romana di età augustea lungo il tracciato della Via Flaminia, appartenente a un certo Gaio Giulio Rufione, molto probabilmente da identificare con l'ufficiale di Cesare o un suo eventuale figlio.

## Rufione nella cultura

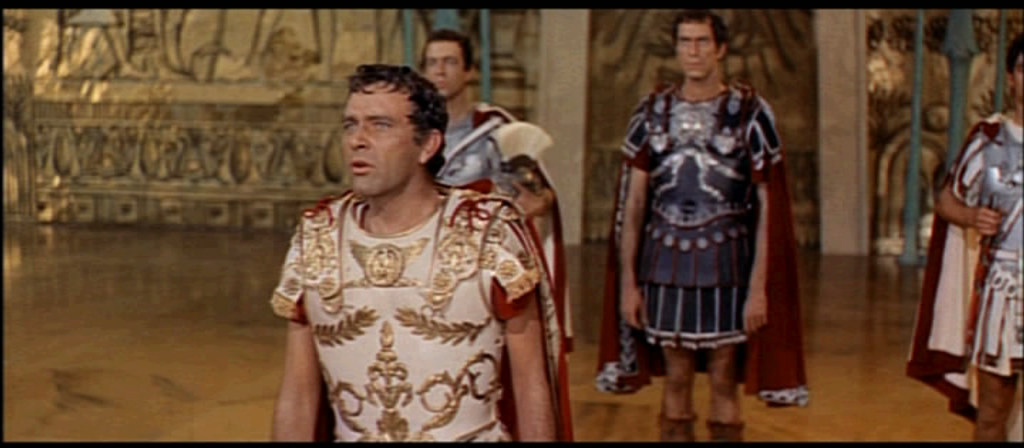
Marco Antonio e Rufione (Richard Burton e Martin Landau) in un fotogramma del trailer di Cleopatra (1963)

Rufione appare nell'opera teatrale Cesare e Cleopatra (scritta nel 1898 e pubblicata nel 1901) di George Bernard Shaw e nell'omonimo adattamento cinematografico (1945) è interpretato da Basil Sydney. Nel film colossal Cleopatra (1963) Rufione è interpretato da Martin Landau mentre nei film televisivi Caesar und Cleopatra (1964) e Cäsar und Cleopatra (1969) rispettivamente da Claus Biederstaedt e da Alexander Kerst. Nella miniserie del 1999 Cleopatra è interpretato da John Bowe
mentre nel film Caesar and Cleopatra (2009) da Peter Donaldson.
Appare poi come antagonista principale nel dlc di Assassin's Creed Origins gli Occulti.